# Parafia św. Paraskewi w Nowicy
Parafia Świętej Paraskewi w Nowicy – parafia greckokatolicka w Nowicy, w dekanacie krakowsko-krynickim archieparchii przemysko-warszawskiej. Założona w 1967 roku.